# Johann Friedrich Krause (Generalsuperintendent)

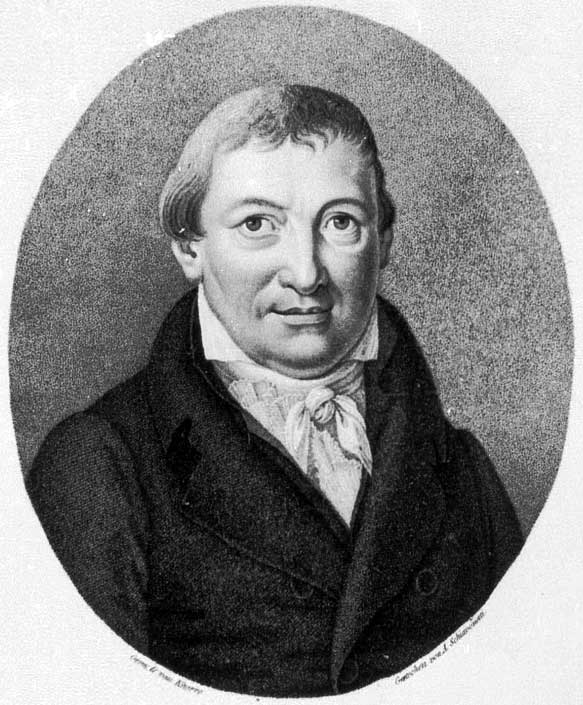
Johann Friedrich Krause, zeitgenössischer Kupferstich von Johann Friedrich Andreas Knorre (1763–1841)

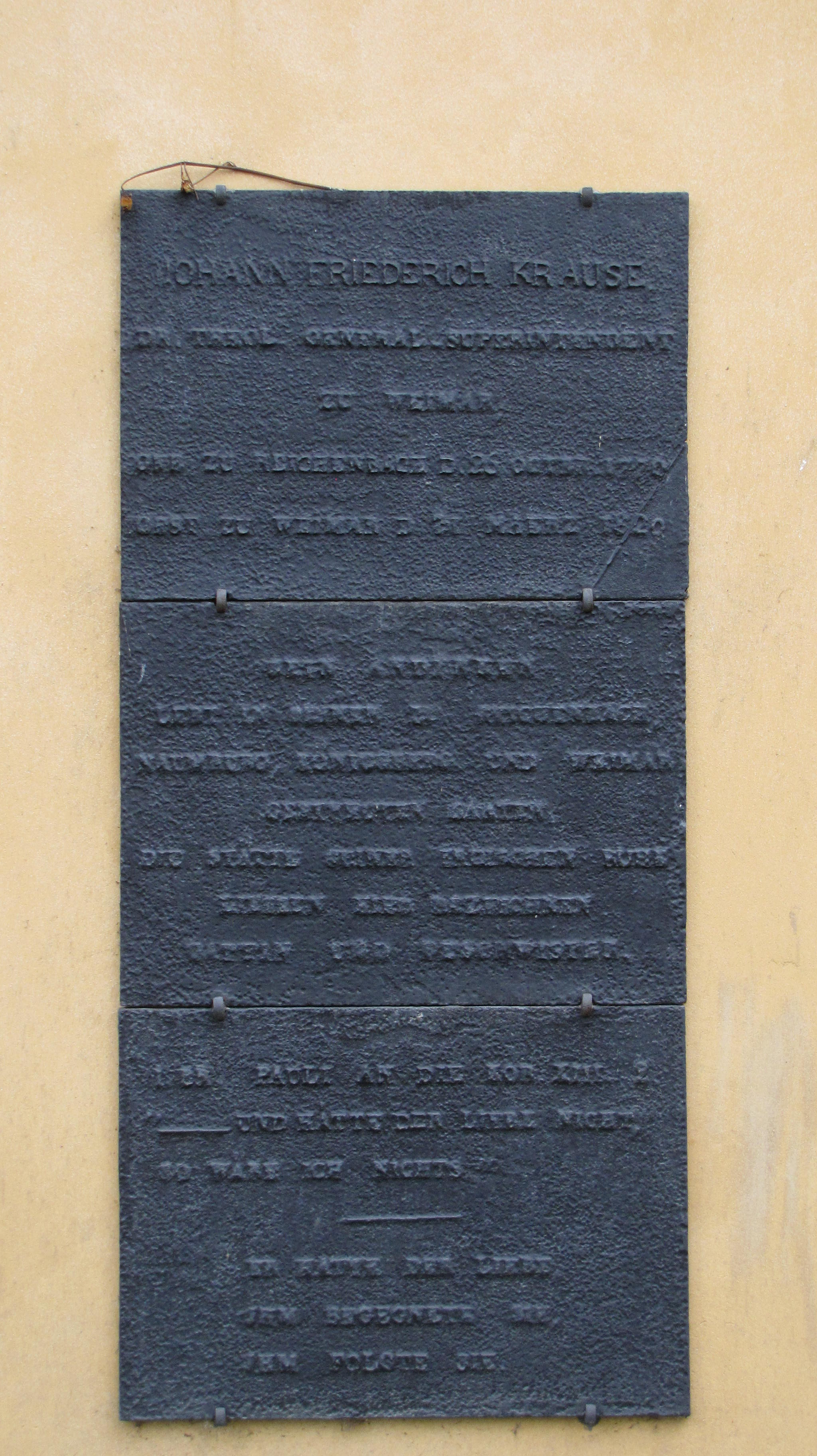
Gedenktafel für Johann Friedrich Krause an der Mauer der Jakobskirche auf dem Jakobsfriedhof

Johann Friedrich Krause (* 26. Oktober 1770 in Reichenbach im Vogtland; † 31. März 1820 in Weimar) war ein deutscher evangelisch-lutherischer Theologe und Generalsuperintendent in Weimar.

## Leben
Krause war der älteste Sohn des Reichenbacher Archidiakons Christian Friedrich Krause (* 24. Januar 1740 in Plauen, † 8. Februar 1783 in Reichenbach) und der Johanne Sophie Stauß (* 10. Mai 1751 in Lengenfeld, † 23. August 1799 in Reichenbach). Mit fünf Geschwistern wuchs er auf. Die bekannteste Person seiner Familie wurde Erdmuthe Kraus, welche später die Großmutter von Friedrich Nietzsche wurde. Zudem sind seine Brüder, der Theologe August Friedrich  Krause (1776–1840) und der Kaufmann in Plauen Carl Gottlob Krause (1773–1844), bekannt. Nach dem frühen Tod seines Vaters entschloss sich Krause Theologe zu werden. Unter vielen Mühen seiner Mutter erhielt er eine Freistelle im Gymnasium Sankt Afra in Meißen, wo er am 21. April 1784 eine Ausbildung begann. Sein maßgeblichster Lehrer wurde Donner. 
Am 17. August 1789 verließ er die Bildungseinrichtung, um sich am 6. Oktober 1789 an der Universität Wittenberg zu immatrikulieren. Hier erwarb er am 17. Oktober 1791 den akademischen Grad eines Magisters der Philosophie und ihm wurde am 4. Januar 1793 als Magister legens die Erlaubnis erteilt, Privatvorlesungen zu halten. Schon im gleichen Jahr 1793 wurde er Diaconus in Reichenbach und 1801 Domprediger in Naumburg (Saale). 1808 wurde ihm als Schulinspektor die Schulaufsicht über das Domgymnasium Naumburg und die anderen Schulen des Bezirks übertragen. 1810 wurde ihm von der Königsberger Universität die Doktorwürde der Theologie übertragen, daraufhin wurde er zum Professor der Theologie an der Albertus-Universität Königsberg ernannt und zugleich zum Konsistorialrat und zum Pfarrer an der Löbenichtschen Kirche berufen. Jedoch litt er zunehmend unter gesundheitlichen Problemen. 1819 nahm er den Ruf als Oberhofprediger in Weimar und Generalsuperintendent für das Herzogtum Sachsen-Weimar-Eisenach an. Er starb jedoch schon im März 1820 und wurde auf dem Jakobsfriedhof beerdigt. 
Er hatte eine Frau aus Weimar geheiratet, die Ehe blieb jedoch kinderlos.

## Werke
- Vindiciae capitis ultimi Evangelii Ioannis. Vitembergae: Tzschiedrich 1793
- Einige Gelegenheitspredigten: gehalten in Reichenbach und Naumburg. Jena: Stahl 1801
- Predigten über die gewöhnlichen Sonn- und Festtags-Evangelien des ganzen Jahres. 3 Bände, Leipzig: Reinicke 1803–1805
- Über die Vereinigung der Künste und Wissenschaft zum Dienst der Religion : eine Predigt ... Naumburg: Rößler 1807
- Rede bey der Einweihung der neuen Domschule in Naumburg über den Einfluß den das Locale einer Schule auf die wissenschaftliche und moralische Bildung ihrer Zöglinge dar. Gehalten den 23. September 1807. Weißenfels: Johann Friedrich Lenckam 1807
- Predigten über die gewöhnlichen Sonn- und Festtags-Evangelien des ganzen Jahrs. Jahrgang 2. 2 Bände, Leipzig: Fleischer 1808–1809
- Antrittspredigt den 8ten Juli 1810 in der Löbenichtschen Kirche der Haupt- und Residenz-Stadt Königsberg, gehalten. Königsberg: Nicolovius [1810]
- Gedächtnisspredigt auf das Absterben der Königin von Preussen, Louise. Königsberg 1810
- Doctrina de officiis erga deum indicata ex christianae religionis et recentisiimorum philosophorum praeceptis. Regiomonti 1811
- An epistola Pauli ad Philippenses in duas epistolas easque diversis hominibus scriptas dispescenda sit : Diss. critico-exegetica.  Regiomonti 1811
- Was hatten wir zu fürchten, und wie herrlich hat uns Gott errettet : eine Predigt gehalten am 20. Sonntag nach Trinitatis ... ; Nebst dem gebet am Altar gesprochen ... Königsberg: Hartung 1813
- Animadversiones in II. ep[istulam] Pauli ad Corinth[ios]. 5 Bände Königsberg 1815–1817
- Utrum et quantum quove consilio et successu theologi recentiores, qui omnem scripturae sacrae interpretationem ad rationem revocent, a Lutheri mente atque legibus, quas ille sequendas putavit, defecerint. Regiomonti: [Drucker:] Hartung 1817
- Opvscvla Theologica. Regiomonti: Nicolovius 1818